# Banjevci
Banjevci falu Horvátországban Zára megyében. Közigazgatásilag Stankovcihoz tartozik.

## Fekvése
Zárától légvonalban 43, közúton 57 km-re délkeletre, Šibeniktől légvonalban 26, közúton 33 km-re északnyugatra, Dalmácia északi részén fekszik. A települést mezők és kis dombvonulatok övezik, melyek a Vránai-tótól és a tengertől választják el. A másik irányban a szárazföld belseje felé szintén kis dombok és a Golubićinak nevezett termékeny táj található, ahol a helyiek főként olajbogyót termesztenek.

## Története
A település területén már a horvátok betelepülése előtt keresztény lakosság élt. Ezt bizonyítják a Banjevci és Kašić között található 5. és 7. század közötti, római Mithrász-szentély alapjaira épített ókeresztény templom maradványai. Banjevci nagyon régi horvát falu, de arra vonatkozóan nincsenek adatok, hogy mikor és miért kapta a nevét. Amikor 1537-ben a török elfoglalta a közeli Velimet és Vránát Banjevci is uralma alá került, azonban a korabeli források alapján úgy tűnik nem pusztult el. 1603 májusában négyszáz zenggi uszkók hajózott fel Zloseloig, ahol partra szálltak és kiraboltak, valamint felégettek két Vrána közeli falut Banjevcit és Radošinovcit. Elhajtották a teljes élőállat állományt és egyéb javakat, valamint számos foglyot ejtettek. A csatában húsz török katona és egy uszkók tiszt esett el. Valamivel később a Boszniai pasalik egy 1624-ben kelt feljegyzéséből kiderül, hogy Banjevci falu a környező házakkal együtt száz fegyverest tudott kiállítani. A török uralom alóli felszabadulást követően Banjevci a skradini, majd annak megalapítása után a velimi plébániához tartozott. Banjevci önálló plébániáját 1718-ban alapították. A település 1797-ig a Velencei Köztársasághoz tartozott. Miután a francia seregek felszámolták a Velencei Köztársaságot és a campo formiói béke értelmében osztrák csapatok szállták meg. 1806-ban a pozsonyi béke alapján az Első Francia Császárság Illír Tartományának része lett. 1815-ben a bécsi kongresszus újra Ausztriának adta, amely a Dalmát Királyság részeként Zárából igazgatta 1918-ig. A településnek 1857-ben 463, 1910-ben 592 lakosa volt. Az első világháború után előbb a Szerb-Horvát-Szlovén Királyság, majd Jugoszlávia része lett. A második világháború idején 1941-ben a szomszédos településekkel együtt Olaszország fennhatósága alá került. Az 1943. szeptemberi olasz kapituláció után horvát csapatok vonultak be a településre, amely ezzel visszatért Horvátországhoz. A településnek 2011-ben 447 lakosa volt, akik főként mezőgazdasággal és állattartással foglalkoztak.

## Lakosság
| Lakosság változása | Lakosság változása | Lakosság változása | Lakosság változása | Lakosság változása | Lakosság változása | Lakosság változása | Lakosság változása | Lakosság változása | Lakosság változása | Lakosság változása | Lakosság változása | Lakosság változása | Lakosság változása | Lakosság változása | Lakosság változása |
| ------------------ | ------------------ | ------------------ | ------------------ | ------------------ | ------------------ | ------------------ | ------------------ | ------------------ | ------------------ | ------------------ | ------------------ | ------------------ | ------------------ | ------------------ | ------------------ |
| 1857               | 1869               | 1880               | 1890               | 1900               | 1910               | 1921               | 1931               | 1948               | 1953               | 1961               | 1971               | 1981               | 1991               | 2001               | 2011               |
| 463                | 536                | 480                | 503                | 552                | 592                | 878                | 648                | 840                | 875                | 851                | 775                | 622                | 572                | 474                | 447                |

## Nevezetességei
- Banjevci és Kašić között a Dražica Pudarica nevű helyen 5. és 7. század közötti ókeresztény templom maradványai találhatók. Az itt talált Mithrász dombormű azt igazolja, hogy a templom helyén az ókorban egy Mithrásznak szentelt római szentély állt.[4]
- A Grudine nevű helyen, Banjevci és Kašić Banjevački falvak területén egy római villa rustica maradványa található. A földművelés és az útépítések során sok leletet elpusztítottak a helyszínen.[5]
- Keresztelő Szent János tiszteletére szentelt régi plébániatemploma[6] a 11-12. században épült. Titulusát a Subić család védőszentje után kapta, akik valószínűleg az építés fő támogatói voltak. A templom máig megőrizte eredeti formáját. Az oltár északi oldalán a belső tér kiszélesedik a sekrestye és a hívek számára. A templomnak félköríves apszisa van, itt helyezkedik el a barokk oltár. Elöl magasodik az egyedülállóan erős, bástyaszerű harangtorony, mely valószínűleg egykor védelmi célokat is szolgált. A templom körül körítőfallal körülvett temető található.
- Tavelics Szent Miklós tiszteletére szentelt új plébániatemploma 1970-ben épült a spliti Ante Barać tervei szerint. 1971 november 14-én szentelte fel Josip Arnerić šibeniki püspök. A homlokzat nyugati oldalán áll a harangtorony benne két haranggal.
- A két templom között emlékmű áll, melyet 1925-ben I. Tomiszláv horvát király koronázásának ezredik évfordulóján emeltek a plébánia hívei. Erre helyezték el 2005-ben a horvát hősök emléktábláját.
- A Vránai-tó keleti partja felett egy 86 méteres magasságban fekvő platón középkori vár maradványai találhatók. A várat, mely a Vránai-tótól a hátország felé vezető utat ellenőrizte a 15. században építették, majd több építési fázison ment át. Ma csak néhány falszakasza áll, mintegy egy méteres magasságban.[7]

## Fordítás
Ez a szócikk részben vagy egészben  a   Banjevci című horvát Wikipédia-szócikk ezen változatának fordításán alapul.  Az eredeti cikk szerkesztőit annak laptörténete sorolja fel. Ez a jelzés csupán a megfogalmazás eredetét és a szerzői jogokat jelzi, nem szolgál a cikkben szereplő információk forrásmegjelöléseként.